# Truls Mørk

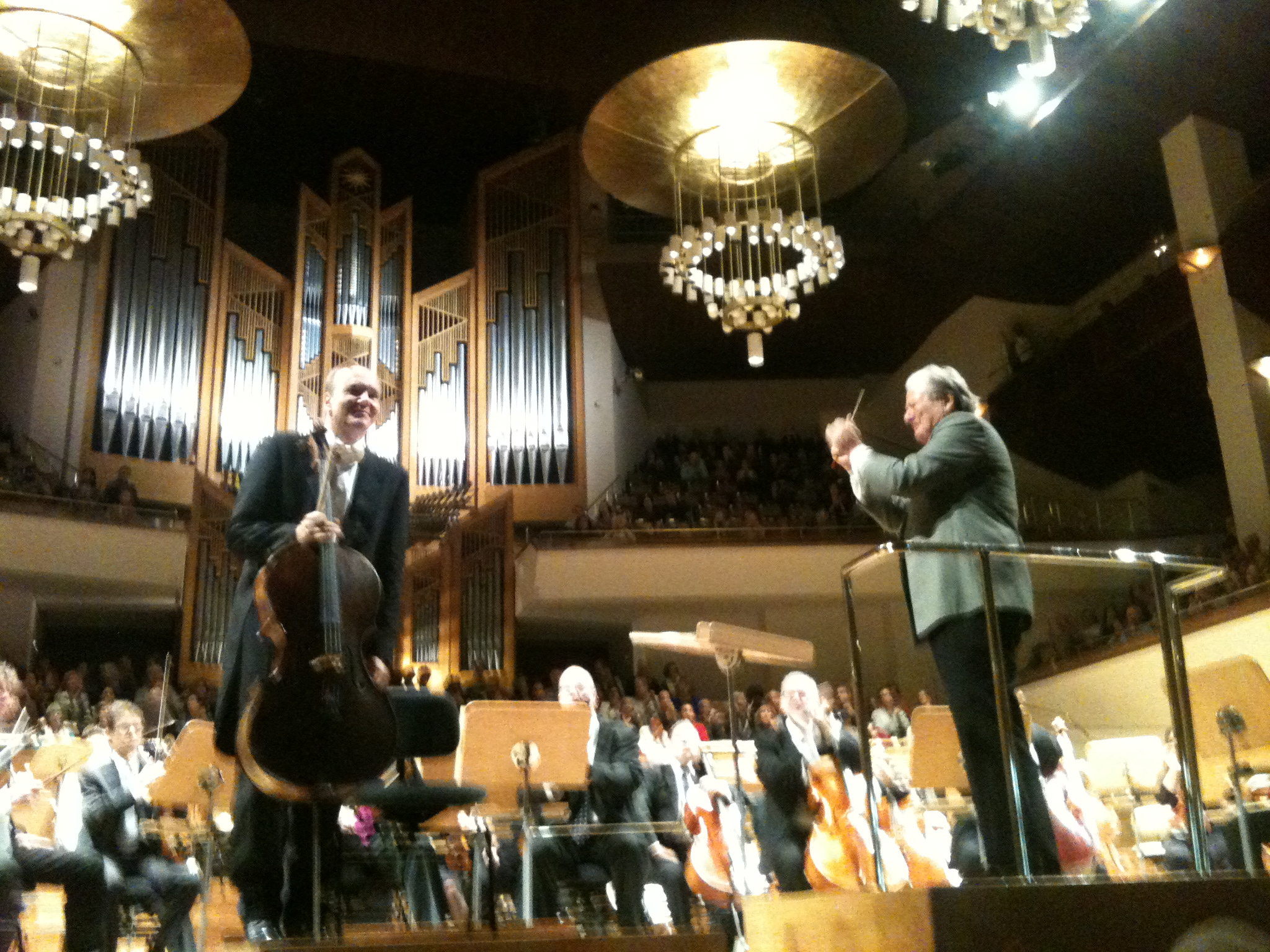
Mørk im Madrider Auditorio Nacional am 1. Februar 2015

Truls (Otterbech) Mørk (* 25. April 1961 in Bergen) ist ein norwegischer Cellist.

## Leben
Er wurde als Kind eines Cellisten und einer Pianistin in Bergen geboren. Nachdem seine Mutter ihn zuerst am Klavier unterrichtete, wechselte er jedoch bald zur Violine und schließlich zum Cello. Seinen Vater musste er erst dazu bewegen, ihm Cellostunden zu geben, da dieser von der großen Begeisterung seines Sohnes für die Musik nicht allzu erbaut war.
Später studierte er bei Heinrich Schiff, Frans Helmerson und Natalia Schakowskaya. Truls Mørk gastiert bei allen wichtigen Orchestern in der Welt, sein besonderes Interesse gilt der zeitgenössischen Musik, er spielte mehrere Uraufführungen. Sein Instrument ist ein von Domenico Montagnana im Jahre 1723 in Venedig gebautes Cello („Esquire“), das ihm von der norwegischen SR-Bank zur Verfügung gestellt wird.
Mørk ist Inhaber einer Professur an der Norwegischen Musikhochschule.

## Einspielungen
Cellokonzerte, Kammermusik und Solostücke als Exklusivkünstler bei Virgin Records

## Auszeichnungen
- 1982 Sechster Preis beim Tschaikowski-Wettbewerb in Moskau
- 1983 UNESCO-Preis beim Wettbewerb der Europäischen Rundfunkunion in Bratislava
- 1983 Gewinner des Cassado-Cello-Wettbewerbs in Florenz
- 1986 Gewinner Naumburg-Wettbewerb in New York
- 2002 Grammy für eine Einspielung der Cello-Suiten von Benjamin Britten
- 2002 Grand Prix du Disque der Akademie Charles Cros für die Einspielung von Henri Dutilleux: Tout un Monde Lointain/3 strophes Sur Le Nom de Sacher/L’abre des Songes
- 2002 Cannes Music Award

Film
Truls Mørk spielt Chopin und Dvořàk (ZDF/ARTE 2008, 43 min) – Regie: Holger Preuße, Claus Wischmann